# Hot Wheels

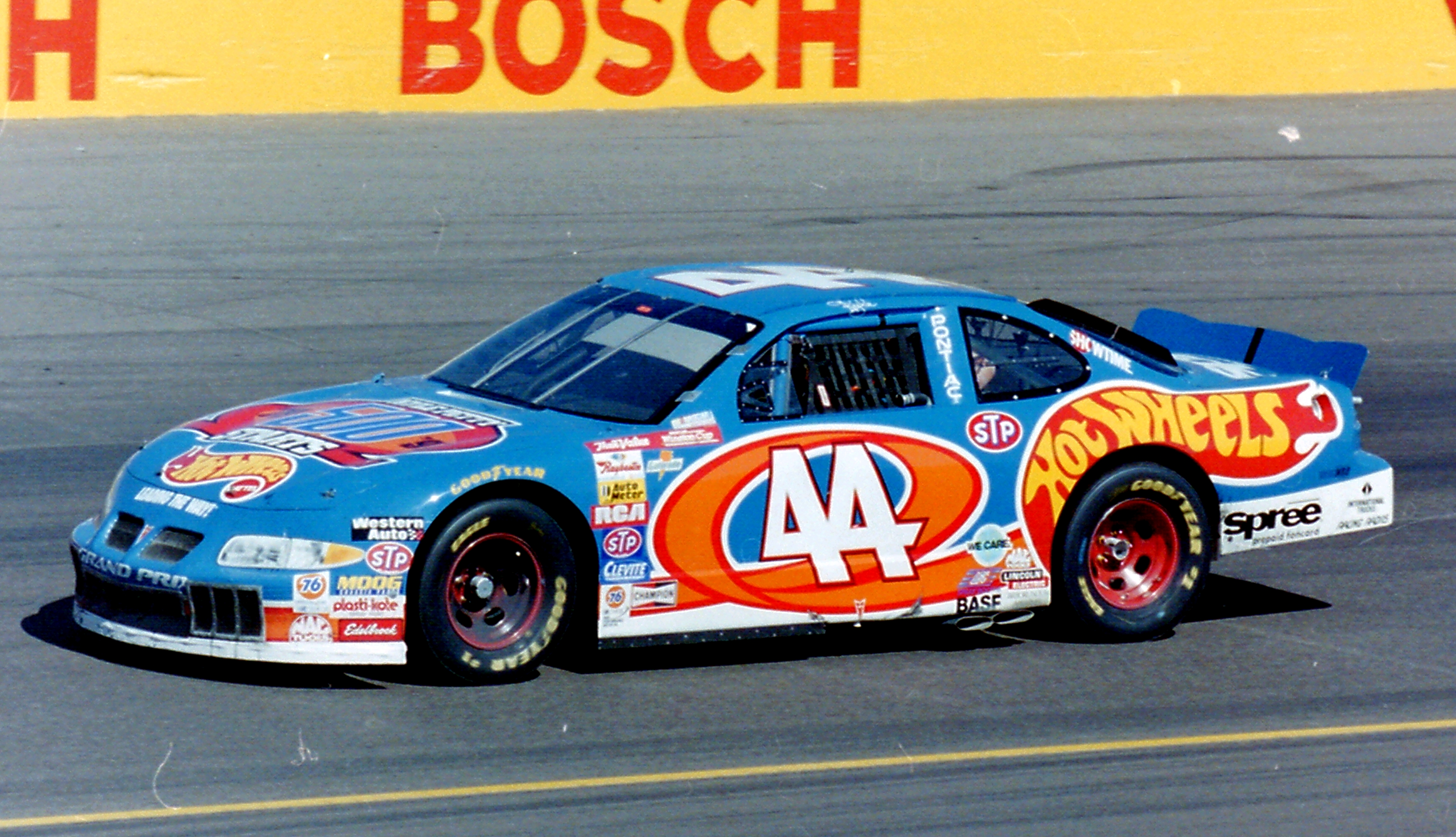
Машина на перегонах, яку спонсорує Hot Wheels, 1997

Hot Wheels (Гарячі Колеса) — американський бренд моделей машинок, що випускаються з 18 травня 1968 року компанією Mattel. Виготовляються за допомогою лиття металів під тиском у масштабі — 1:64, 1:50, 1:43 і 1:18. Багато виробників автомобілів видали ліцензії Mattel на використання оригінальних креслень їх авто. Вже випущено більш ніж 6 млрд машинок із 20 тисячами різних дизайнів. Оригінальних жовтогарячих треків, які частенько купують разом із гоночними машинками, компанія щороку випускає стільки, що вистачило б викласти їх на 9'650 км.
Ці машинки почав випускати співзасновник Mattel — Еліот Хендлер (Elliot Handler). 11 з 16 перших моделей спроєктував Гарі Бентлі Бредлі (Harry Bentley Bradley). Першою проданою машинкою стала темно-синя Custom Camaro. Хоча спочатку Hot Wheels призначалися лише для дітей, згодом вони набули популярності й у дорослих колекціонерів, особливо — обмежені серії моделей. Ціна однієї звичайної машинки коливається в межах $0,97 — $1,08 і є майже незмінною протягом сорока років. Однак колекційні моделі значно дорожчі. Так, у 2000 році Volkswagen Beach Bomb (1969 року випуску) продали за $70 тис.
Починаючи з 2008 року, на корпусі іграшок почали зазначати базовий код. Він складається з літери (рік виробництва) та двох цифр (номер тижня в році). Наприклад, А — 2008 рік, L — 2018 рік.
Hot Wheels час від часу спонсорують учасників перегонів. Про них створено багацько ігор, таких як Hot Wheels: Race Off (2017), Rocket League (2015) чи Need for Speed: No Limits (2017).